# Regino (piève)
Pour les articles homonymes, voir Regino (homonymie).
Regino ou Sant'Andréa est une ancienne piève de Corse. Située dans le nord-ouest de l'île, elle relevait de la province de Balagne sur le plan civil et du diocèse de Mariana sur le plan religieux.

## Géographie

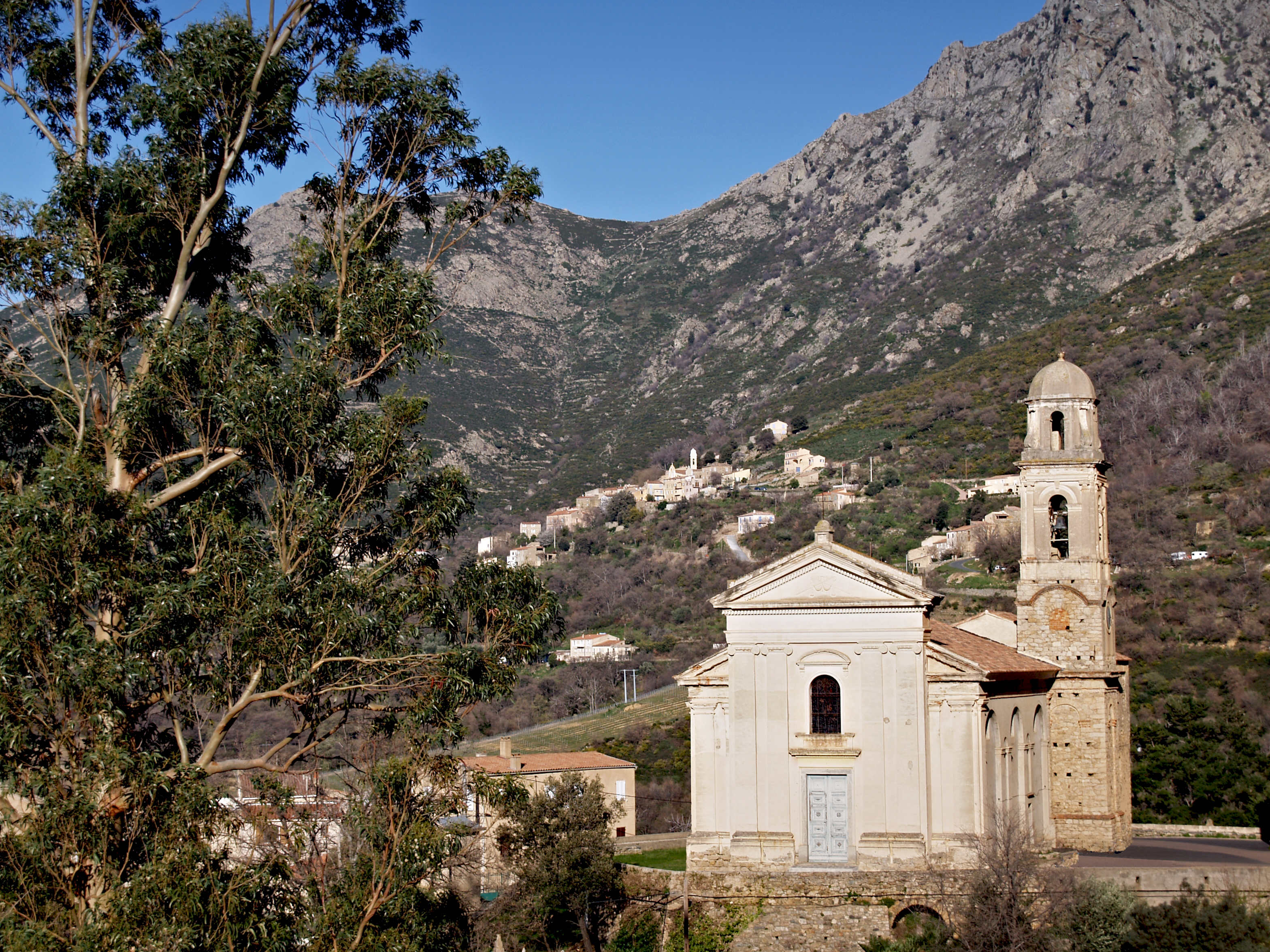
Église Saint Nicolas de Feliceto XVIIe siècle, bâtie à l'emplacement de l'ancienne église

Le territoire de l'ancienne piève de Regino correspond aux territoires des communes actuelles de :
- Muro ;
- Feliceto ;
- Nessa.

Elle était l'une des composantes de la Balagne, qui comprenait vers 1520, les pièves de Tuani, Aregno, Sant'Andréa, Pino et Olmia.
À cette époque la pieve comptait 1 350 habitants. Elle avait pour lieux habités :
- Muro,
- Feliceto. Au lieu-dit Pieve, au nord du village, sont les ruines de l'église San Andrea.
- Nesa,
- Iustiniani, (Giustiniana), village avec un château aujourd'hui ruiné, sur la commune de Speloncato, au NO du village.
- Speloncato.

La piève de Regino avait pour pièves limitrophes :

## Histoire
En août 1324, dans l'inféodation faite par l'Aragon à Enrico et Opicinello de Cinarca, l'expression podesteria di Balagna était employée.
En 1366 la podestérie de Balagna comprenait les mêmes pievi que cent ans plus tard en 1454 : Chiomi, Armito, Olmia, Pino, Sant' Andria, Tuani, Giussani et Ostricone.
Au début du XVIIIe siècle, à la suite d'un découpage, la pieve de Sant' Andria ne comprend plus que les communautés de Muro, Feliceto et Nessa. Elle relevait de la juridiction d'Algajola et Calvi.
Avant les événements qui, dès 1729, agitèrent cette région pendant la grande révolte des Corses contre Gênes, l’abbé Francesco Maria Accinelli avait dressé à la demande de Gênes une estimation des populations à partir des registres paroissiaux dont voici un extrait (texte en italien) : « Giurisditione di Algagliola e Calvi: ... Pieve di S.Andrea : Muro 423. Feliceto 228. Nessa 157... » ; selon Accinelli, S. Andrea avait une population de 808 habitants.
Après la cession de la Corse à la France, Sant'Andréa fusionnera avec la piève de Tuani et une partie de celle d'Aregno pour former le canton de Regino en 1793.

## L'église piévane
Il ne subsiste que des vestiges de l'ancienne église piévane (ou "pieve", ou "piévannie") de Sant'Andria. Elle se situait sur la commune de Felicetu, en plaine. Son emplacement est confirmé par l'existence du toponyme A Pieve. Voici la description faite par Geneviève Moracchini-Mazel : "Le site qui est une sorte de plateau entouré de cours d'eau et parcouru par de vieux chemins muletiers, est typique d'un site de piévanie ; il a remplacé une bourgade romaine comme en témoignent les nombreuses tuiles à rebords qui jonchent le sol. Une maisonnette, aujourd'hui délabrée, occupe l'emplacement de l'église et réutilise dans ses murs des pierres bien taillées mais de petites dimensions extraites de diverses carrières ; il en est de grises, des jaunes et des vertes ; nous n'avons pas remarqué de fragments sculptés ; l'édifice - autant que l'on peut en juger sur de tels vestiges - avait dû être construit vers les Xe ou XIe s."